# Грамзивост и похлепа
Грамзивост и похлепа шести је студијски албум српског гаражног и панк рок састава Партибрејкерс. Сниман је у студијима „Код Барета” у Земуну и у „О студију” у Београду, у периоду од јануара до септембра 2002. године, а исте године је објављен.
Албум је објављен за београдску издавачку кућу Hi-Fi Centar, а на њему се налази једанаест песама.

## Листа песама
Све текстове написао је Зоран Костић Цане, док је музику за све песме радио Небојша Антонијевић Антон.
| №               | Назив                | Трајање |  |
| 1.              | Погледај             | 2:34    |  |
| 2.              | Журим                | 4:42    |  |
| 3.              | Разметљивко          | 4:42    |  |
| 4.              | Ноћас у граду        | 4:45    |  |
| 5.              | Да ли се још волимо  | 4:45    |  |
| 6.              | Сваки дан            | 3:29    |  |
| 7.              | Желим да сване       | 3:16    |  |
| 8.              | Грамзивост и похлепа | 3:49    |  |
| 9.              | Пуно лепих речи      | 3:28    |  |
| 10.             | Хеј људи             | 1:43    |  |
| 11.             | Вез љубави           | 3:28    |  |
| Укупно трајање: | Укупно трајање:      | 39:09   |  |

## Учествовали на албуму

### Партибрејкерс
- Ненад Антонијевић Антон — гитара, микс и продукција
- Зоран Костић Цане — вокали

### Гости на албуму
- Милош Велимир Буца — бубњеви на песмама 1—3, 7, 9 и 11.
- Дарко Курјак — бубњеви на песмама 2, 8 и 10
- Миодраг Карјанковић Миша — бас
- Марин Петрић Пурони — удараљке
- Бата Бата — клавијатуре
- Талент Фектори — дизајн
- Леонид Пилиповић — дизајн
- Оливер Јовановић — мастер албума
- Влада Неговановић — продукција
- Милан Барковић Баре — сниматељ